# Emily Schöpf
Emily Schöpf (26 marzo 2000) è una sciatrice alpina austriaca.

## Biografia
Specialista delle prove veloci originaria di Schladming e attiva dal dicembre del 2016, in Coppa Europa la Schöpf ha esordito il 19 febbraio 2020 a Sarentino in supergigante, senza completare la prova, e ha conquistato la prima vittoria, nonché primo podio, il 19 dicembre 2021 in Val di Fassa in discesa libera; sempre in discesa libera ha debuttato in Coppa del Mondo, il 16 dicembre 2023 a Val-d'Isère (35ª), e ha vinto la classifica di specialità in Coppa Europa in quella stessa stagione 2023-2024. Non ha preso parte a rassegne olimpiche o iridate.

## Palmarès

### Coppa del Mondo
- Miglior piazzamento in classifica generale: 112ª nel 2024

### Coppa Europa
- Miglior piazzamento in classifica generale: 3ª nel 2024
- Vincitrice della classifica di discesa libera nel 2024
- 5 podi:
  - 3 vittorie
  - 2 secondi posti

#### Coppa Europa - vittorie
| Data             | Località     | Paese   | Specialità |
| ---------------- | ------------ | ------- | ---------- |
| 19 dicembre 2021 | Val di Fassa | Italia  | DH         |
| 23 gennaio 2024  | Orcières     | Francia | DH         |
| 24 gennaio 2024  | Orcières     | Francia | DH         |

Legenda:

DH = discesa libera

### Campionati austriaci
- 3 medaglie:
  - 1 oro (supergigante nel 2024)
  - 2 bronzi (supergigante nel 2022; discesa libera nel 2024)